# Speak (album)
Pour l’article homonyme, voir Speak.
Albums de Lindsay Lohan
A Little More Personal (Raw)
(2005)
Speak est le premier album de Lindsay Lohan, sorti en 2004.

## Titres
1. First (Kara DioGuardi, John Shanks) 3:26
2. Nobody ’Til You (Kara DioGuardi, John Shanks) 3:34
3. Symptoms of You (Andreas Carlson, Lisa Greene, Savan Kotecha, Lindsay Lohan) 2:53
4. Speak (Kara DioGuardi, John Shanks, Lindsay Lohan) 3:43
5. Over (Kara DioGuardi, John Shanks, Lindsay Lohan) 3:35
6. Something I Never Had (Shelly Peiken, John Shanks) 3:36
7. Anything But Me (Kara DioGuardi, John Shanks, Lindsay Lohan) 3:15
8. Disconnected (Kristian Lundin, Jake Schulze, Savan Kotecha, Carl Bjorsell, Didrik Thott, Carls Falk, Sebastian Thott) 3:31
9. To Know Your Name: (David Eriksen, Tom Nichols) 3:17
10. Very Last Moment in Time (Troy Verges, Steve Robson, Hillary Lindsey) 3:26
11. Magnet (Kara DioGuardi, Jimmy Harry) 3:10
12. Rumors (Cory Rooney, Lindsay Lohan, Tarryle Jackson, T. J. Jackson) 3:16
13. Bonus track : Rumors (vidéo) 3:44 (seulement aux États-Unis)